# 锦江乡 (崇州市)
锦江乡，是中华人民共和国四川省成都市崇州市曾经下辖的一个乡。2019年12月，撤消锦江乡，所属行政区域划归道明镇管辖。

## 行政区划
锦江乡撤销前下辖以下地区：
白马社区、新华村、乌尤村、天明村和余塘村。